# Olympische Sommerspiele 1976/Gewichtheben
Bei den XXI. Olympischen Spielen 1976 in Montreal fanden neun Wettbewerbe im Gewichtheben statt. Austragungsort war die Aréna Saint-Michel. Die olympischen Wettbewerbe zählten gleichzeitig als Weltmeisterschaften für dieses Jahr. In Montreal wurde zum ersten Mal der Zweikampf der Disziplinen Reißen und Stoßen durchgeführt, er löste den von 1928 bis 1972 durchgeführten Dreikampf aus Reißen, Stoßen und Drücken ab.

## Bilanz

### Medaillenspiegel
| Platz | Land               | Gold | Silber | Bronze | Gesamt |
| ----- | ------------------ | ---- | ------ | ------ | ------ |
| 1     | Sowjetunion        | 7    | 1      | –      | 8      |
| 2     | Bulgarien          | 2    | 3      | 1      | 6      |
| 3     | DDR                | –    | 1      | 2      | 3      |
| 3     | Polen              | –    | 1      | 2      | 3      |
| 5     | Ungarn             | –    | 1      | 1      | 2      |
| 6     | Frankreich         | –    | 1      | –      | 1      |
| 6     | Vereinigte Staaten | –    | 1      | –      | 1      |
| 8     | Japan              | –    | –      | 2      | 2      |
| 9     | Iran               | –    | –      | 1      | 1      |

### Medaillengewinner
| Konkurrenz          | Gold               | Silber               | Bronze              |
| ------------------- | ------------------ | -------------------- | ------------------- |
| Fliegengewicht      | Alexander Woronin  | György Kőszegi       | Mohammad Nassiri    |
| Bantamgewicht       | Norair Nurikjan    | Grzegorz Cziura      | Kenkichi Andō       |
| Federgewicht        | Nikolai Kolesnikow | Georgi Todorow       | Kazumasa Hirai      |
| Leichtgewicht       | Petro Korol        | Daniel Senet         | Kazimierz Czarnecki |
| Mittelgewicht       | Jordan Mitkow      | Wartan Militosjan    | Peter Wenzel        |
| Leichtschwergewicht | Waleryj Scharyj    | Trendafil Stojtschew | Péter Baczakó       |
| Mittelschwergewicht | Dawid Rigert       | Lee James            | Atanas Schopow      |
| Schwergewicht       | Juri Saizew        | Krastju Semerdschiew | Tadeusz Rutkowski   |
| Superschwergewicht  | Wassili Alexejew   | Gerd Bonk            | Helmut Losch        |

## Ergebnisse

### Fliegengewicht (bis 52 kg)
| Platz | Land | Sportler             | Gewicht (kg) |
| ----- | ---- | -------------------- | ------------ |
| 1     | URS  | Alexander Woronin    | 242,5 (WR)   |
| 2     | HUN  | György Kőszegi       | 237,5        |
| 3     | IRN  | Mohammad Nassiri     | 235,0        |
| 4     | JPN  | Masatomo Takeuchi    | 232,5        |
| 5     | CUB  | Francisco Casamayor  | 227,5        |
| 6     | POL  | Stefan Leletko       | 220,0        |
| 7     | TCH  | Boleslav Pachol      | 217,5        |
| 8     | CUB  | Daniel Núñez         | 215,0        |
| 9     | PHI  | Salvador del Rosario | 212,5        |
| 10    | PRK  | Im Jae-ho            | 210,0        |

Datum: 18. Juli 1976, 14:30 Uhr 

23 Teilnehmer aus 18 Ländern

### Bantamgewicht (bis 56 kg)
| Platz | Land | Sportler             | Gewicht (kg) |
| ----- | ---- | -------------------- | ------------ |
| 1     | BUL  | Norair Nurikjan      | 262,5 (WR)   |
| 2     | POL  | Grzegorz Cziura      | 252,5        |
| 3     | JPN  | Kenkichi Andō        | 250,0        |
| 4     | POL  | Leszek Skorupa       | 250,0        |
| 5     | HUN  | Imre Földi           | 245,0        |
| 6     | GER  | Bernhard Bachfisch   | 242,5        |
| 7     | CUB  | Carlos Lastre        | 240,0        |
| 8     | IRN  | Fazlollah Dehkhoda   | 240,0        |
| 9     | FRA  | Jean-Claude Chavigny | 235,0        |
| 10    | IRN  | Feyzollah Nasseri    | 232,5        |
|       |      |                      |              |
|       | AUT  | Kurt Pittner         | DNF          |

Datum: 19. Juli 1976, 19:00 Uhr 

24 Teilnehmer aus 19 Ländern

### Federgewicht (bis 60 kg)
| Platz | Land | Sportler           | Gewicht (kg) |
| ----- | ---- | ------------------ | ------------ |
| 1     | URS  | Nikolai Kolesnikow | 285,0 (OR)   |
| 2     | BUL  | Georgi Todorow     | 280,0        |
| 3     | JPN  | Kazumasa Hirai     | 275,0        |
| 4     | JPN  | Takashi Saitō      | 262,5        |
| 5     | ISR  | Eduard Weitz       | 262,5        |
| 6     | IRN  | Davoud Maleki      | 260,0        |
| 7     | CUB  | Pedro Fuentes      | 157,5        |
| 8     | PRK  | Om Jong-guk        | 255,0        |
| 9     | MEX  | Andrés Santoyo     | 250,0        |
| 10    | ITA  | Peppino Tanti      | 247,5        |

Datum: 20. Juli 1976, 19:00 Uhr 

17 Teilnehmer aus 14 Ländern

### Leichtgewicht (bis 67,5 kg)
| Platz | Land | Sportler             | Gewicht (kg) |
| ----- | ---- | -------------------- | ------------ |
| 1     | URS  | Petro Korol          | 305,0        |
| 2     | FRA  | Daniel Senet         | 300,0        |
| 3     | POL  | Kazimierz Czarnecki  | 295,0        |
| 4     | GDR  | Günter Ambraß        | 295,0        |
| 5     | IRN  | Yatsuo Shimaya       | 292,5        |
| 6     | CUB  | Roberto Urrutia      | 292,5        |
| 7     | FRG  | Werner Schraut       | 290,0        |
| 8     | FRA  | Roland Chavigny      | 285,0        |
| 9     | GBR  | Kevin Welch          | 282,5        |
| 10    | AUT  | Walter Legel         | 272,5        |
|       |      |                      |              |
| 13    | AUT  | Gottfried Langthaler | 270,0        |

Datum: 21. Juli 1976, 19:00 Uhr 

23 Teilnehmer aus 18 Ländern
Der Pole Zbigniew Kaczmarek gewann den Wettbewerb mit 307,5 kg, musste seine Goldmedaille aber wieder abgeben, nachdem er des Dopings mit anabolen Steroiden überführt worden war.

### Mittelgewicht (bis 75 kg)
| Platz | Land | Sportler          | Gewicht (kg) |
| ----- | ---- | ----------------- | ------------ |
| 1     | BUL  | Jordan Mitkow     | 335,0 (OR)   |
| 2     | URS  | Wartan Militosjan | 330,0        |
| 3     | GDR  | Peter Wenzel      | 327,5        |
| 4     | GDR  | Wolfgang Hübner   | 320,0        |
| 5     | FIN  | Arvo Ala-Pöntiö   | 315,0        |
| 6     | HUN  | András Stark      | 315,0        |
| 7     | TCH  | Ondrej Hekel      | 312,5        |
| 8     | CUB  | Daniel Zayas      | 310,0        |
| 9     | FRG  | Norbert Bergmann  | 310,0        |
| 10    | FRG  | Klaus Groh        | 307,5        |

Datum: 22. Juli 1976, 19:00 Uhr 

17 Teilnehmer aus 14 Ländern

### Halbschwergewicht (bis 82,5 kg)
| Platz | Land | Sportler             | Gewicht (kg) |
| ----- | ---- | -------------------- | ------------ |
| 1     | URS  | Waleryj Scharyj      | 365,0 (OR)   |
| 2     | BUL  | Trendafil Stojtschew | 360,0        |
| 3     | HUN  | Péter Baczakó        | 345,0        |
| 4     | GRE  | Nikos Iliadis        | 340,0        |
| 5     | FIN  | Juhani Avellan       | 330,0        |
| 6     | SWE  | Stefan Jacobsson     | 317,5        |
| 7     | JPN  | Sueo Fujishiro       | 315,0        |
| 8     | FRG  | Gerd Kennel          | 312,5        |
| 9     | DEN  | Erling Johansen      | 307,5        |
| 10    | USA  | Samuel Bigler        | 307,5        |
|       |      |                      |              |
|       | FRG  | Rolf Milser          | DNF          |

Datum: 24. Juli 1976, 19:00 Uhr 

17 Teilnehmer aus 14 Ländern
Der Bulgare Blagoj Blagoew hatte ursprünglich den zweiten Platz belegt und musste seine Silbermedaille abgeben, nachdem er des Dopings mit anabolen Steroiden überführt worden war.

### Mittelschwergewicht (bis 90 kg)
| Platz | Land | Sportler                  | Gewicht (kg) |
| ----- | ---- | ------------------------- | ------------ |
| 1     | URS  | David Rigert              | 382,5 (OR)   |
| 2     | USA  | Lee James                 | 362,5        |
| 3     | BUL  | Atanas Schopow            | 360,0        |
| 4     | HUN  | György Rehus-Uzor         | 350,0        |
| 5     | GDR  | Peter Petzold             | 345,0        |
| 6     | CUB  | Alberto Blanco            | 345,0        |
| 7     | FRA  | Yvon Coussin              | 332,5        |
| 8     | ISL  | Guðmundur Sigurðsson      | 332,5        |
| 9     | GBR  | Gary Langford             | 327,5        |
| 10    | BEL  | Jean-Pierre Van Lerberghe | 327,5        |
|       |      |                           |              |
| 12    | AUT  | Rudolf Hill               | 320,0        |
|       | CHE  | Michel Broillet           | DNF          |

Datum: 25. Juli 1976, 19:00 Uhr 

19 Teilnehmer aus 16 Ländern

### Schwergewicht (bis 110 kg)
| Platz | Land | Sportler             | Gewicht (kg) |
| ----- | ---- | -------------------- | ------------ |
| 1     | URS  | Juri Saizew          | 385,0        |
| 2     | BUL  | Krastju Semerdschiew | 385,0        |
| 3     | POL  | Tadeusz Rutkowski    | 360,0        |
| 4     | FRA  | Pierre Gourrier      | 372,5        |
| 5     | GDR  | Jürgen Ciezki        | 372,5        |
| 6     | CUB  | Javier González      | 365,0        |
| 7     | SWE  | Leif Nilsson         | 365,0        |
| 8     | TCH  | Rudolf Strejček      | 362,5        |
| 9     | CAN  | Russ Prior           | 362,5        |
| 10    | IRN  | Taito Haara          | 360,0        |
|       |      |                      |              |
| 13    | AUT  | Vinzenz Hörtnagl     | 350,0        |

Datum: 26. Juli 1976, 19:00 Uhr 

22 Teilnehmer aus 16 Ländern
Der Bulgare Walentin Christow gewann den Wettkampf ursprünglich mit 400,0 kg. Kurz nach den Wettkämpfen überführte man ihn des Dopings und erkannte ihm die Goldmedaille ab.

### Superschwergewicht (über 110 kg)
| Platz | Land | Sportler          | Gewicht (kg) |
| ----- | ---- | ----------------- | ------------ |
| 1     | URS  | Wassili Alexejew  | 440,0 (OR)   |
| 2     | GDR  | Gerd Bonk         | 405,0        |
| 3     | GDR  | Helmut Losch      | 387,5        |
| 4     | TCH  | Jan Nagy          | 387,5        |
| 5     | USA  | Bruce Wilhelm     | 387,5        |
| 6     | CUB  | Gerardo Fernández | 365,0        |
| 7     | AUS  | Bob Edmond        | 347,5        |
| 8     | SWE  | Jan-Olof Nolsjö   | 337,5        |
| 9     | USA  | Sam Walker        | 325,0        |
|       | FIN  | Jouko Leppä       | DNF          |
|       | TCH  | Petr Pavlásek     | DNF          |

Datum: 27. Juli 1976, 19:00 Uhr 

11 Teilnehmer aus 8 Ländern

## Doping
Der Schwede Arne Norrback (Federgewicht), der Pole Zbigniew Kaczmarek (Leichtgewicht), der Rumäne Dragomir Cioroslan (Mittelgewicht), der Bulgare Blagoj Blagoew (Leichtschwergewicht), die Amerikaner Phil Grippaldi (Mittelschwergewicht) und Mark Cameron (Schwergewicht), der Bulgare Walentin Christow (Schwergewicht) und der Tschechoslowake Petr Pavlásek (Superschwergewicht) wurden wegen Dopings disqualifiziert.